# WWE 크루저웨이트 챔피언십 (1991년~2007년)

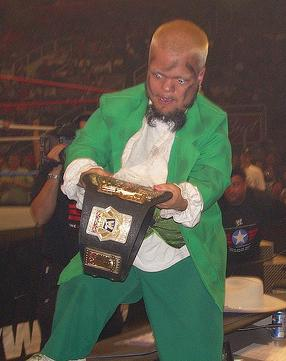
마지막 챔피언 혼스워글

WWE 크루저웨이트 챔피언십(WWE Cruiserweight Championship)은 원래WWE 유나이티드 스테이츠 챔피언십과 같이 WCW에 속해 있던 챔피언십이었다. 이 타이틀은 WWE에서 항상 스맥다운브랜드에 속해 있었으나, 2016년 부활한 이후에는 WWE 러 브랜드에 소속된다. 크루저웨이트 챔피언십이란 듯이 체중의 제한이 있으며 프로레슬러의 최대 몸무게가 100kg이하 정도 되어야하는 체격과 신체가 크지 않는 경량급 선수들을 위한 챔피언십이기도 하다.

## 역사
WWE 크루저웨이트 챔피언십은 1991년부터 시작되었는데, WCW에서 WCW 라이트 헤비웨이트 챔피언십으로 시작되었지만 겨우 4명만 이 타이틀을 등극하고는 폐지되었었다. 하지만 1996년에 부활하여 WCW 크루저웨이트 챔피언십으로 다시 시작되었다. 2001년, WWE가 WCW와 ECW를 흡수하면서 WCW 월드 헤비웨이트 챔피언십과 WWE 유나이티드 스테이츠 챔피언십 그리고 본 타이틀이 모두 WWE로 옮겨서 활동하였고, WWE 라이트 헤비웨이트 챔피언십과 동일한 급으로 WWF 크루저웨이트 챔피언십으로 바뀌다가 엑스팍이 WWE 라이트 헤비웨이트 챔피언과 통합하면서 라이트 헤비웨이트 챔피언십만 폐지되었다. 브랜드 확장이후, WWF가 WWE로 바꿔 WWE 크루저웨이트 챔피언십으로 바뀌었다. 이 타이틀이 2002년부터 스맥다운 브랜드에 이어지다가 혼스워글이 챔피언이 되었지만, 비키 게레로가 혼스워글에게 타이틀을 박탈하면서 공석으로 메우다가 2008년을 끝으로 폐지되었으나, 2016년 7월 18일 스테파니 맥맨이 크루저웨이트 디비전의 부활을 알리면서 다시 부활했다.

## 역대 타이틀 명칭
| 타이틀 명칭                    | 연도            |
| ------------------------------ | --------------- |
| WCW 라이트 헤비웨이트 챔피언십 | 1991년 ~ 1992년 |
| WCW 크루저웨이트 챔피언십      | 1996년 ~ 2001년 |
| WWF 크루저웨이트 챔피언십      | 2001년 ~ 2002년 |
| WWE 크루저웨이트 챔피언십      | 2002년 ~ 2008년 |

## 기록들
- 초대 챔피언 : 브라이언 필만
- 최장수 챔피언 : 셰인 헴즈 (385일)
- 최단 기간 챔피언 : 싸이코시스 (1시간)
- 최다 챔피언 : 레이 미스테리오 (8회)
- 최중량급 챔피언 : 오클라호마 (120kg)
- 최경량급 챔피언 : 혼스워글 (54kg)
- 최고령 챔피언 : 차보 게레로 시니어 (55세 160일)
- 최연소 챔피언 : 혼스워글 (21세 51일)

## 역대 챔피언

#### WCW (월드 챔피언십 레슬링)
- 브라이언 필만 (초대 챔피언)
- 저씬 라이거
- 스카티 플라밍고
- 브래드 암스트롱
- 오오타니 신지로
- 딘 말렝코
- 레이 미스테리오 주니어
- 울티모 드래곤
- 식스
- 크리스 제리코
- 알렉스 와이트
- 에디 게레로
- 후벤투드 게레라
- 빌리 키드먼
- 싸이코시스
- 레니 린
- 디스코 인페르노
- 에반 카라지아스
- 메두사 (첫 여성 챔피언)
- 오클라호마
- 디 아티스트
- 크리스 캔디도
- 크로바/다프네 (다프네가 두 번째 여성 챔피언)
- 차보 게레로
- 랜스 스톰
- 엘릭스 스키퍼
- 마이크 샌더스
- 셰인 헴즈

#### WWE (월드 레슬링 엔터테인먼트)
(WCW에 속해있었던 레슬러들은 생략)
- 타지리
- 제이미 노블
- 매트 하디
- 잭클린 (세 번째 여성 챔피언)
- 차보 게레로 시니어
- 스파이크 더들리
- 후나키
- 폴 런던
- 넌지오
- 키드 캐쉬
- 혼스워글 (마지막 챔피언)

## 같이 보기
- WWE 라이트 헤비웨이트 챔피언십
- WWE 크루저웨이트 챔피언십 (2016년 이후)
- TNA X-디비전 챔피언십